# Jarkko Laine

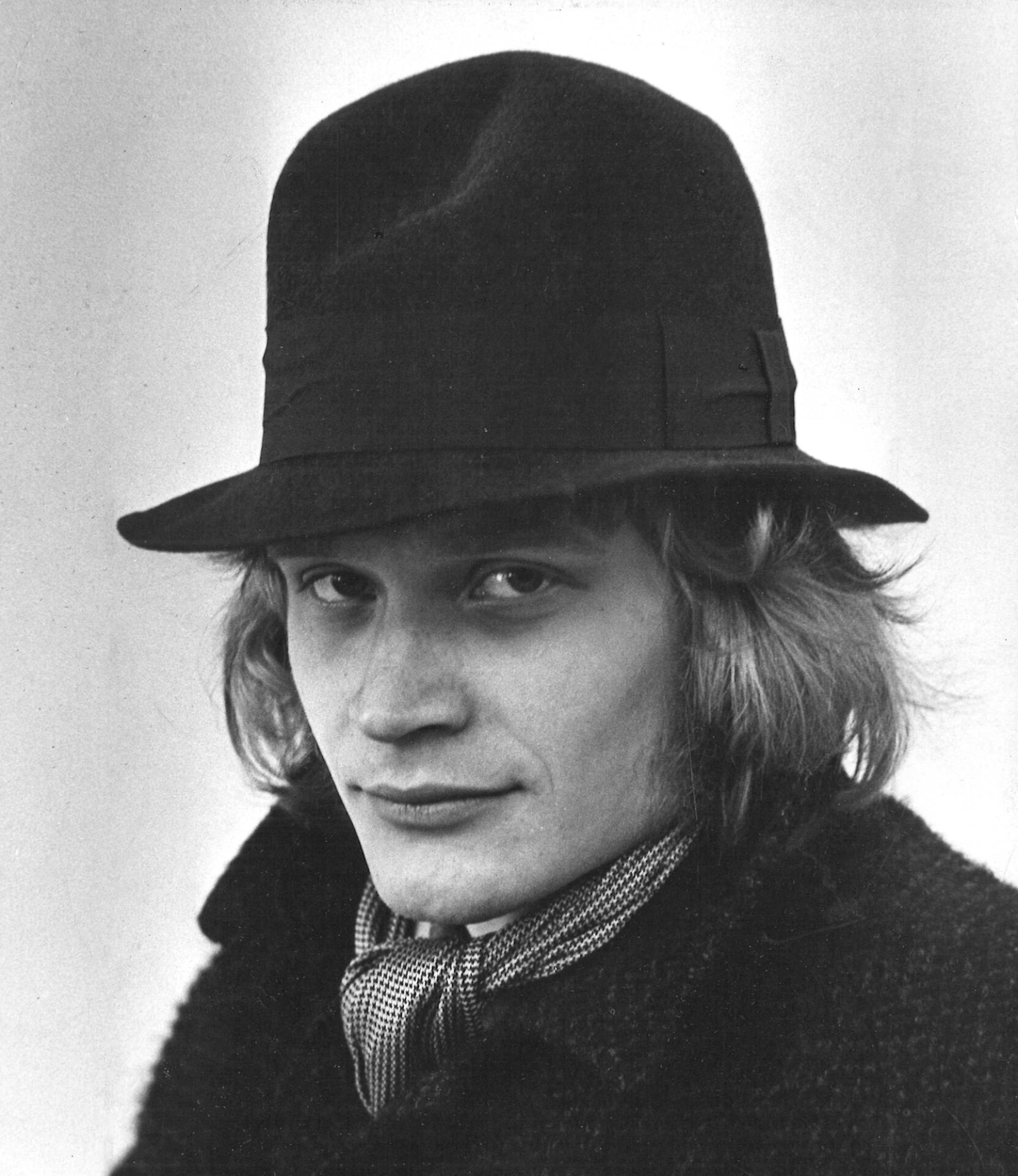
Jarkko Laine år 1972.

Jarkko Aarre Juhani Laine, född 17 mars 1947 i Åbo, död där 19 augusti 2006, var en finländsk poet och översättare.
Efter debuten med Muovinen Buddha (1967) publicerade Laine en lång rad diktsamlingar. Han var en av de ledande finska undergroundpoeterna, som anknöt till den urbana stadskulturens bildspråk. Ett urval, Runot 1967–87, visar hans förmåga att ur det vardagsnära bygga upp starka lyriska helheter med en absurd grundton. Bland senare böcker märks Tämä yö on taikayö (2005). En drastisk humor ger hela produktionen dess särprägel. Hans dikter har översatts till många språk och själv tolkade han svensk, tysk och engelsk poesi till finska.
Laine var redaktionssekreterare vid kulturtidskriften Parnasso 1969–1987 och dess chefredaktör 1988–2002. Han engagerade sig även fackligt, bland annat som ordförande i Finlands författarförbund 1988–2002, och deltog flitigt med polemiska inlägg i kulturdebatten. År 1991 tilldelades han Pro Finlandia-medaljen.

### Uppslagsverk
- Laine, Jarkko i Uppslagsverket Finland (webbupplaga, 2012). CC-BY-SA 4.0